# Коталик, Алеш
Алеш Коталик (чеш. Aleš Kotalík; род. 23 декабря 1978, Йиндржихув-Градец, Чехия) — чешский хоккеист, крайний нападающий. Воспитанник ХК Ческе-Будеёвице.
На драфте НХЛ 1998 года был выбран в 6 раунде под общим 164 номером командой «Баффало Сэйбрз». В НХЛ провёл 9 сезонов.
Завершил карьеру в 2014 году, отыграв последние 3 сезона за родной клуб Ческе-Будеёвице.

## Награды
- Бронзовый призёр Олимпиады, 2006 (сборная Чехии)
- Бронзовый призёр чешской Экстралиги 2005 (Били Тигржи Либерец)

## Статистика
```
                                            
                                            --- Regular Season ---  ---- Playoffs ----
Season   Team                        Lge    GP    G    A  Pts  PIM  GP   G   A Pts PIM
--------------------------------------------------------------------------------------
1997-98  Ceske Budejovice HC         Czech  47    9    7   16   14
1998-99  Ceske Budejovice HC         Czech  41    8   13   21   16   3   0   0   0   0
1999-00  Ceske Budejovice HC         Czech  43    7   12   19   34
2000-01  Ceske Budejovice HC         Czech  52   19   29   48   54  --  --  --  --  --
2001-02  Rochester Americans         AHL    68   18   25   43   55   1   0   0   0   0
2001-02  Buffalo Sabres              NHL    13    1    3    4    2  --  --  --  --  --
2002-03  Rochester Americans         AHL     8    0    2    2    4  --  --  --  --  --
2002-03  Buffalo Sabres              NHL    68   21   14   35   30  --  --  --  --  --
2003-04  Buffalo Sabres              NHL    62   15   11   26   41  --  --  --  --  --
2004-05  Liberec Bili Tygri HC       Czech  25    8    8   16   46  12   2   5   7  12
2005-06  Buffalo Sabres              NHL    82   25   37   62   62  18   4   7  11   8
2006-07  Buffalo Sabres              NHL    53   14   20   34   30
--------------------------------------------------------------------------------------
         NHL Totals                        278   76   85  161  165  18   4   7  11   8

```